# Willy Scheepers
Willy Scheepers (* 8. April 1961) ist ein ehemaliger niederländisch-deutscher Fußballspieler und -trainer.

## Karriere als Spieler
Scheepers bestritt zwischen 1978 und 1981 siebzehn Spiele für den PSV Eindhoven. Anschließend spielte er bis 1983 für KVV Overpelt Fabriek. Er kam über den deutschen Zweitligisten SV Darmstadt 98 zu Odense BK. Von 1988 bis 1993 spielte er in der Schweiz für den FC Glarus, den FC Zürich, erneut für den FC Glarus und den FC Dietikon.

## Karriere als Trainer
Bei letzterem Verein begann er auch als Trainer. Er trainierte mehrere Schweizer Vereine, bevor er in der Saison 2009/2010 den zypriotischen Verein APEP Pitsilia übernahm. Im Jahr 2010 wurde er Trainer von Bali Devata FC in Indonesien. Von Januar bis November 2013 trainierte er den RKSV Nuenen. Neben der Tätigkeit als Fußball-Trainer führte er eine Immobilienfirma.